# Hovhannes Bedros XVIII Kasparian
, in italiano Giovanni Pietro XVIII (Il Cairo, 20 gennaio 1927 – Bzoummar, 16 gennaio 2011), è stato un patriarca cattolico armeno, arcieparca di Baghdad e diciottesimo patriarca di Cilicia degli Armeni, e quindi della Chiesa armeno-cattolica.

## Biografia
Nativo del Cairo in Egitto, fece i suoi studi di filosofia e teologia all'Università Gregoriana di Roma. Ordinato prete il 13 aprile 1952 nell'Istituto del Clero Patriarcale di Bzommar, si specializzò in diritto canonico all'Università Lateranense.
Nominato vice-rettore del seminario patriarcale di Bzoummar, nel 1957 fu inviato in Egitto come parroco della cattedrale dell'Annunciazione di Alessandria. Il 6 dicembre 1972 ricevette la nomina a eparca di Baghdad e fu consacrato vescovo il 25 febbraio successivo. Rimase in Iraq fino al 1982
Alla dimissione di Hemaiag Bedros XVII Guedikian, venne eletto patriarca degli Armeni il 5 agosto 1982. Fu intronizzato il 12 settembre dello stesso anno. Il 7 luglio 1984 ricevette il pallio da papa Giovanni Paolo II nella chiesa di San Nicola da Tolentino a Roma.
Durante il suo patriarcato assistiamo alla grande diaspora armena, causata soprattutto dalle difficili condizioni di vita in Medio Oriente e dalla guerra civile libanese. Per questi fedeli lontani dalla madrepatria furono erette alcune eparchie, in Europa ed in America. Inoltre, con la caduta del comunismo e l'indipendenza dell'Armenia, il patriarca Kasparian ha dovuto affrontare anche l'organizzazione delle comunità armeno-cattoliche negli ex Paesi sovietici.
Dimessosi dal patriarcato nel 28 novembre 1998, si ritirò nel convento di Bzoummar, dove morì il 16 gennaio 2011.

## Genealogia episcopale e successione apostolica
La genealogia episcopale è:
- Cardinale Scipione Rebiba
- Cardinale Giulio Antonio Santori
- Cardinale Girolamo Bernerio, O.P.
- Arcivescovo Galeazzo Sanvitale
- Cardinale Ludovico Ludovisi
- Cardinale Luigi Caetani
- Cardinale Ulderico Carpegna
- Cardinale Paluzzo Paluzzi Altieri degli Albertoni
- Papa Benedetto XIII
- Papa Benedetto XIV
- Papa Clemente XIII
- Cardinale Bernardino Giraud
- Cardinale Alessandro Mattei
- Cardinale Pietro Francesco Galleffi
- Cardinale Giacomo Filippo Fransoni
- Cardinale Andon Bedros IX Hassoun
- Patriarca Stepanos Bedros X Azarian
- Patriarca Avedis Bedros XIV Arpiarian
- Patriarca Iknadios Bedros XVI Batanian
- Patriarca Hovhannes Bedros XVIII Kasparian

La successione apostolica è:
- Arcivescovo Joseph Basmadjan, I.C.P.B. (1984)
- Vescovo Vartan Achkarian, C.A.M. (1988)
- Arcivescovo Boutros Marayati (1990)
- Patriarca Nerses Bedros XIX Tarmouni (1990)
- Vescovo Joseph Arnaouti, I.C.P.B. (1990)
- Vescovo Manuel Batakian, I.C.P.B. (1995)
- Vescovo Hovhannes Tertsakian, C.A.M. (1995)